# 馬歇爾·歐祖納
馬塞爾·歐祖納·伊戴爾方索（西班牙語：Marcell Ozuna Idelfonso，1990年11月12日—），綽號「大熊」，為美國職棒大聯盟的外野手，目前效力於亞特蘭大勇士。他先前曾效力過馬林魚與紅雀兩隊。

## 早年
歐祖納生於多明尼加。他的爸爸是一名畫家，媽媽是一名管家。而歐祖納有一個兄弟和兩個姐妹，前大聯盟球員Pablo Ozuna是他的表哥。

## 職業生涯

### 邁阿密馬林魚
2013年4月30日，歐祖納登上大聯盟，並且敲出大聯盟首安。而他在生涯第五場出賽敲出大聯盟首轟。當時因為賈恩卡洛·斯坦頓受傷，所以歐祖納便成為球隊的先發右外野手。7月22日，歐祖納回到小聯盟。7月26日，他因為拇指受傷動手術而讓球季提前結束。
2014年。歐祖納出賽154場比賽，打擊率為2成69，並敲出23轟與85分打點。9月11日，他達成連續四場比賽敲出全壘打的隊史紀錄。
2015年7月初，歐祖納因為表現不佳被下放至3A。後來他在3A的打擊率高達3成33，使得他又重返大聯盟。該年他的打擊率為2成78，並敲出6轟與18分打點。球季結束後，許多球隊也紛紛給出合約想要網羅歐祖納，不過最後他還是待在馬林魚。
2017年可說是歐祖納的生涯年，他在4月中拿下國聯單週最佳球員。同年他也入選明星賽，並拿下金手套獎與銀棒獎。該年他的打擊率為3成12，並敲出生涯新高的37轟與124分打點。後來他在9月下旬又拿下一次國聯單週最佳球員，這次他與隊友賈恩卡洛·斯坦頓一同獲獎。

### 聖路易紅雀
由於何賽·費南德茲的意外逝世，造成馬林魚快速面臨重建。2017年12月14日，馬林魚將歐祖納交易至紅雀隊，換來山迪·艾爾康塔拉、Magneuris Sierra、薩克·賈倫與Daniel Castano等四位新秀。2018年1月12日，歐祖納以1年900萬美元與紅雀隊正式簽約。
2018年6月2日，歐祖納擊出生涯第100支全壘打。隔天他又擊出了滿貫砲。
同年6月中，歐祖納三度拿下國聯單週最佳球員。7月30日，他敲出了生涯第一支再見全壘打。這一年他的打擊率為2成80，並敲出23轟與88分打點。
2019年6月29日到8月3日，歐祖納因為手骨碎裂而進入傷兵名單。這年他的打擊率為2成43，並敲出29轟與89分打點。
這一年紅雀也順利闖進季後賽，歐祖納也首次嘗到了季後賽的滋味。他在國聯分區賽的打擊率為4成29，且敲出9支安打與5分打點。

### 亞特蘭大勇士
2020年1月21日，歐祖納與勇士簽下1年1,800萬美元的合約。

## 個人生活
歐祖納與Genesis Guzman結婚。他們兩人育有3個小孩。

## 外部連結
- 球員資訊和成績在MLB，ESPN，Baseball-Reference，Fangraphs（英文）
- 馬歇爾·歐祖納的Instagram帳戶
- Ozuna 馬歇爾·歐祖納在台灣棒球維基館上的頁面（繁體中文）